# الرابطة البرلمانية 1984–85
الرابطة البرلمانية 1984–85 (بالإنجليزية: 1984–85 Isthmian League)‏ هو موسم من دوري إسثميان. فاز فيه ساتون يونايتد.